# Maserati Mexico
Maserati Mexico (Tipo 112) är en sportbil, tillverkad av den italienska biltillverkaren Maserati mellan 1966 och 1973.
Mexicon är en fyrsitsig Gran turismo-vagn, av vissa betraktad som en tvådörrars Quattroporte. Den tillverkades i 482 exemplar.
Varianter:
| Modell     | Motor              | Cylindervolym | Effekt | Bränslesystem               |
| ---------- | ------------------ | ------------- | ------ | --------------------------- |
| Tipo 112   | 8-cyl V-motor dohc | 4136 cm³      | 260 hk | 4 st Weber 38DCNL förgasare |
| Tipo 112/1 | 8-cyl V-motor dohc | 4719 cm³      | 290 hk | 4 st Weber 38DCNL förgasare |